# Michał Zych
Michał Zych (ur. 28 maja 1982 w Gdyni) – polski łyżwiarz figurowy, startujący w parach tanecznych. Uczestnik igrzysk olimpijskich w Turynie (2006), uczestnik mistrzostw Europy i świata, medalista zawodów międzynarodowych oraz 3-krotny mistrz Polski (2004–2006).

## Kariera sportowa
Jazdę na łyżwach rozpoczynał w klubie GKS Stoczniowiec Gdańsk. Pierwszym jego trenerem była Anna Stachowiak (Kowalczyk), następnie jako solista był trenowany przez Mirosława Gabrysia, zaś w konkurencji par tanecznych pod okiem Mirosława Plutowskiego.
W parze z Aleksandrą Kauc trenowali w Miejskim Klubie Sportowym w Łodzi pod okiem trenerki Marii Olszewskiej-Lelonkiewicz. We wrześniu 2005 na zawodach Memoriału Karla Schäfera zostali pierwszymi rezerwowymi na igrzyska olimpijskie 2006 w Turynie. Ze względu na wycofanie się z igrzysk pary niemieckiej, w styczniu 2006 zdobyli kwalifikację olimpijską i dołączyli do olimpijskiej reprezentacji Polski. 

## Osiągnięcia

### Pary taneczne

#### Z Aleksandrą Kauc
| Zawody                  | 03–04          | 04–05          | 05–06          | 06–07          |                |                |                |                |                |                |                |                |                |                |                |                |                |
| Międzynarodowe          | Międzynarodowe | Międzynarodowe | Międzynarodowe | Międzynarodowe | Międzynarodowe | Międzynarodowe | Międzynarodowe | Międzynarodowe | Międzynarodowe | Międzynarodowe | Międzynarodowe | Międzynarodowe | Międzynarodowe | Międzynarodowe | Międzynarodowe | Międzynarodowe | Międzynarodowe |
| ----------------------- | -------------- | -------------- | -------------- | -------------- | -------------- | -------------- | -------------- | -------------- | -------------- | -------------- | -------------- | -------------- | -------------- | -------------- | -------------- | -------------- | -------------- |
| Igrzyska olimpijskie    |                |                | 21             |                |                |                |                |                |                |                |                |                |                |                |                |                |                |
| Mistrzostwa świata      | 24             | 22             | 19             |                |                |                |                |                |                |                |                |                |                |                |                |                |                |
| Mistrzostwa Europy      | 14             | 17             | 16             |                |                |                |                |                |                |                |                |                |                |                |                |                |                |
| GP Cup of China         |                |                | 7              |                |                |                |                |                |                |                |                |                |                |                |                |                |                |
| GP Cup of Russia        |                | 9              | 8              |                |                |                |                |                |                |                |                |                |                |                |                |                |                |
| GP Skate America        |                | 10             |                |                |                |                |                |                |                |                |                |                |                |                |                |                |                |
| Finlandia Trophy        | 4              |                |                |                |                |                |                |                |                |                |                |                |                |                |                |                |                |
| Golden Spin Zagrzeb     |                | 2              |                |                |                |                |                |                |                |                |                |                |                |                |                |                |                |
| Memoriał Karla Schäfera |                |                | 9              |                |                |                |                |                |                |                |                |                |                |                |                |                |                |
| Nebelhorn Trophy        | 5              | WD             |                | 4              |                |                |                |                |                |                |                |                |                |                |                |                |                |
| Krajowe                 |                |                |                |                |                |                |                |                |                |                |                |                |                |                |                |                |                |
| Mistrzostwa Polski      | 1              | 1              | 1              |                |                |                |                |                |                |                |                |                |                |                |                |                |                |

#### Z Martą Dzióbek
| Zawody                                | 01–02                                 |                                       |                                       |                                       |                                       |                                       |                                       |                                       |                                       |                                       |                                       |                                       |                                       |                                       |                                       |                                       |                                       |                                       |
| Międzynarodowe: Kategorie młodzieżowe | Międzynarodowe: Kategorie młodzieżowe | Międzynarodowe: Kategorie młodzieżowe | Międzynarodowe: Kategorie młodzieżowe | Międzynarodowe: Kategorie młodzieżowe | Międzynarodowe: Kategorie młodzieżowe | Międzynarodowe: Kategorie młodzieżowe | Międzynarodowe: Kategorie młodzieżowe | Międzynarodowe: Kategorie młodzieżowe | Międzynarodowe: Kategorie młodzieżowe | Międzynarodowe: Kategorie młodzieżowe | Międzynarodowe: Kategorie młodzieżowe | Międzynarodowe: Kategorie młodzieżowe | Międzynarodowe: Kategorie młodzieżowe | Międzynarodowe: Kategorie młodzieżowe | Międzynarodowe: Kategorie młodzieżowe | Międzynarodowe: Kategorie młodzieżowe | Międzynarodowe: Kategorie młodzieżowe | Międzynarodowe: Kategorie młodzieżowe |
| ------------------------------------- | ------------------------------------- | ------------------------------------- | ------------------------------------- | ------------------------------------- | ------------------------------------- | ------------------------------------- | ------------------------------------- | ------------------------------------- | ------------------------------------- | ------------------------------------- | ------------------------------------- | ------------------------------------- | ------------------------------------- | ------------------------------------- | ------------------------------------- | ------------------------------------- | ------------------------------------- | ------------------------------------- |
| JGP w Holandii                        | 10                                    |                                       |                                       |                                       |                                       |                                       |                                       |                                       |                                       |                                       |                                       |                                       |                                       |                                       |                                       |                                       |                                       |                                       |
| JGP w Polsce                          | 12                                    |                                       |                                       |                                       |                                       |                                       |                                       |                                       |                                       |                                       |                                       |                                       |                                       |                                       |                                       |                                       |                                       |                                       |
| Helena Pajovic Cup                    | 1 J                                   |                                       |                                       |                                       |                                       |                                       |                                       |                                       |                                       |                                       |                                       |                                       |                                       |                                       |                                       |                                       |                                       |                                       |
| Krajowe                               |                                       |                                       |                                       |                                       |                                       |                                       |                                       |                                       |                                       |                                       |                                       |                                       |                                       |                                       |                                       |                                       |                                       |                                       |
| Mistrzostwa Polski                    | 3 J                                   |                                       |                                       |                                       |                                       |                                       |                                       |                                       |                                       |                                       |                                       |                                       |                                       |                                       |                                       |                                       |                                       |                                       |

#### Z Agnieszką Szot
| Mistrzostwa Polski | 2 J |

### Soliści
| Mistrzostwa Polski | 3 J | 3 J |